# Сдружение на експортьорите и фабрикантите на тютюн
Сдружение на експортьорите и фабрикантите на тютюн е най-голямото монополистично обединение в България. Съществува в периода 1920 – 1926 г.
Уставът на сдружението е утвърден през 1919 г., а на следващата година се създава, като обединява тютюневите фабрики в Пловдив и Хасково, а по-късно и тези от София, Пазарджик, Асеновград, Кърджали, Дупница и др. Главната цел на сдружението е налагане на ниски изкупни цени за суровия тютюн и ниски надници за работниците в тях. За да се премахне влиянието на Тютюноработническия съюз, се създава казионна Независима тютюноработническа организация, в която членуването е задължително. Прекратява трудовите взаимоотношения със стачкуващите тютюноработници през май и август 1922 г. Сдружението работи по подобряването на българските сортове тютюни. През 1926 г. се разделя на Съюз на тютюнотърговците и Сдружение на фабриките за тютюневи изделия. По време на съществуването си издава списание „Тютюн“.